# Flex Like Ouu
«Flex Like Ouu» — песня американского рэпера Lil Pump, выпущенная в качестве второго сингла с его дебютного альбома Lil Pump. Песня была выпущена на лейблах Tha Lights Global и Warner Music Group 15 марта 2017 года. Сингл был спродюсирован Ronny J и Danny Wolf.

## Клип
Клип на песню вышел 3 апреля 2017 года. В нём Lil Pump находятся в отеле и хвастается дорогими машинами и огнестрельным оружием. Видео было спродюсировано Коулом Беннеттом.

## Участники записи
По данным Genius.
- Lil Pump — голос, текст
- Danny Wolf — продюсирование
- Ronny J — продюсирование
- Фрэнк Дюкс — текст

## Сертификации
| Регион | Сертификация | Продажи |
| --- | ------------ | ------- |
| США (RIAA) | Золотой      | 500 000 |
| * Данные о продажах приведены только на основе сертификации. · ^ Данные о тиражах приведены только на основе сертификации. · Данные о продажах + прослушиваниях приведены только на основе сертификации. |              |         |